# メルシールーe.p.
「メルシールーe.p.」は、ねごとのシングル。2011年6月22日にKi/oon Recordsから生産数限定で発売された。なお「メルシールー」とは、蒼山が作った造語で「忘れてしまった何かを思い起こす感じ」であるらしい。

## 概要
- 表題曲となる「メルシールー」を始め、以前からライブでは何度か演奏されていた「ビーサイド」、「ランデブー」が収録されている。またauのLISMOキャンペーンで限定配信されたリミックス版の「カロン」も収録されている。
- 実質的に「カロン」に続くねごとの2枚目のシングルだが、完全生産限定の"コンセプトシングル"という呼称が使われ、"2ndシングル"の呼称は翌年リリースの「sharp ♯」で使用される。

## 収録曲
1. メルシールー [3:22]
  - 日本テレビ系『ハッピーMusic』2011年6月度エンディングテーマ。
2. ビーサイド [4:07]
3. ランデブー [2:19]
4. カロン (中島真一 from SEKAI NO OWARI remix) [3:29]

作詞：蒼山幸子（All songs）
作曲：蒼山幸子、沙田瑞紀（All songs）